# Dolmen von La Fage

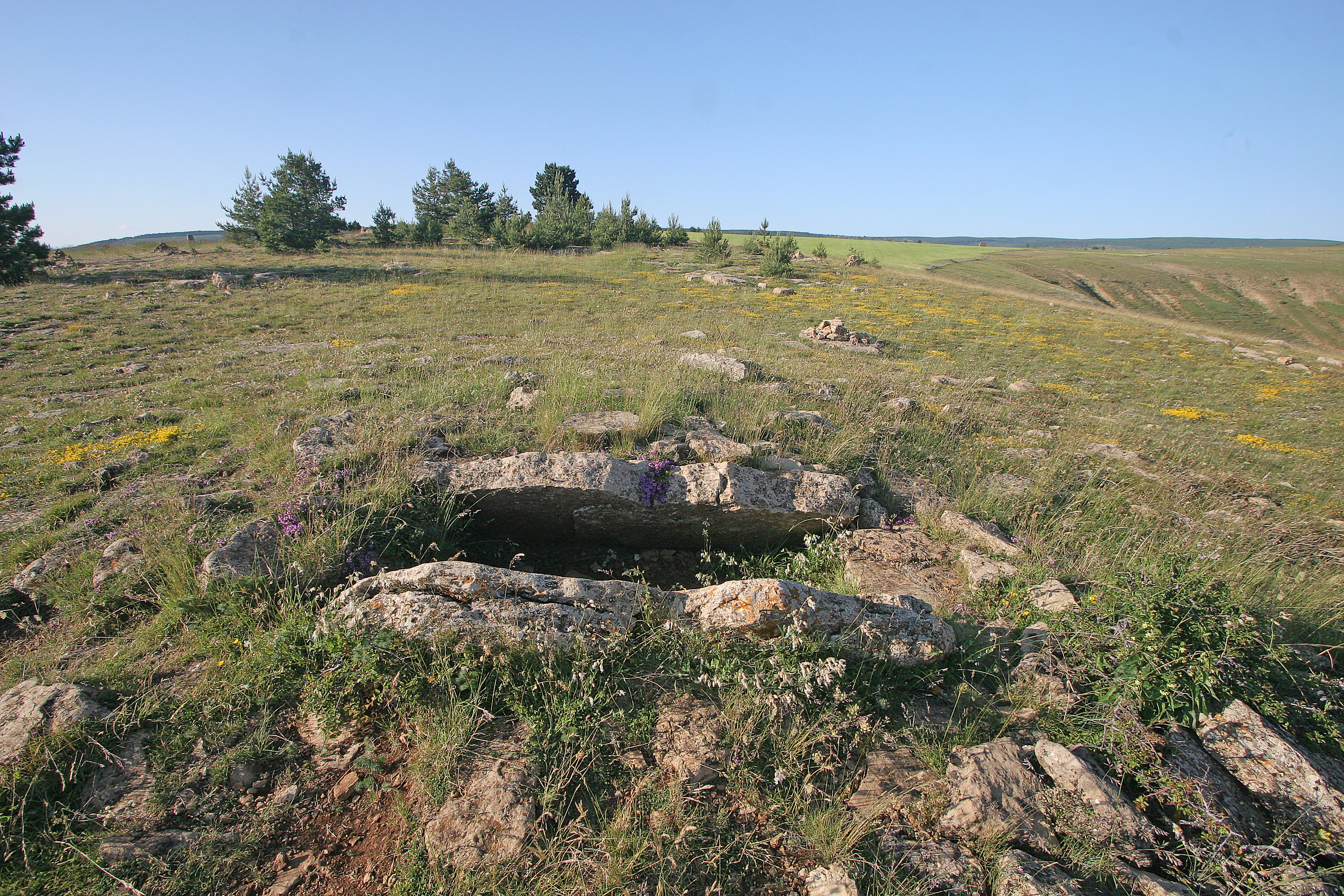
Dolmen von La Fage

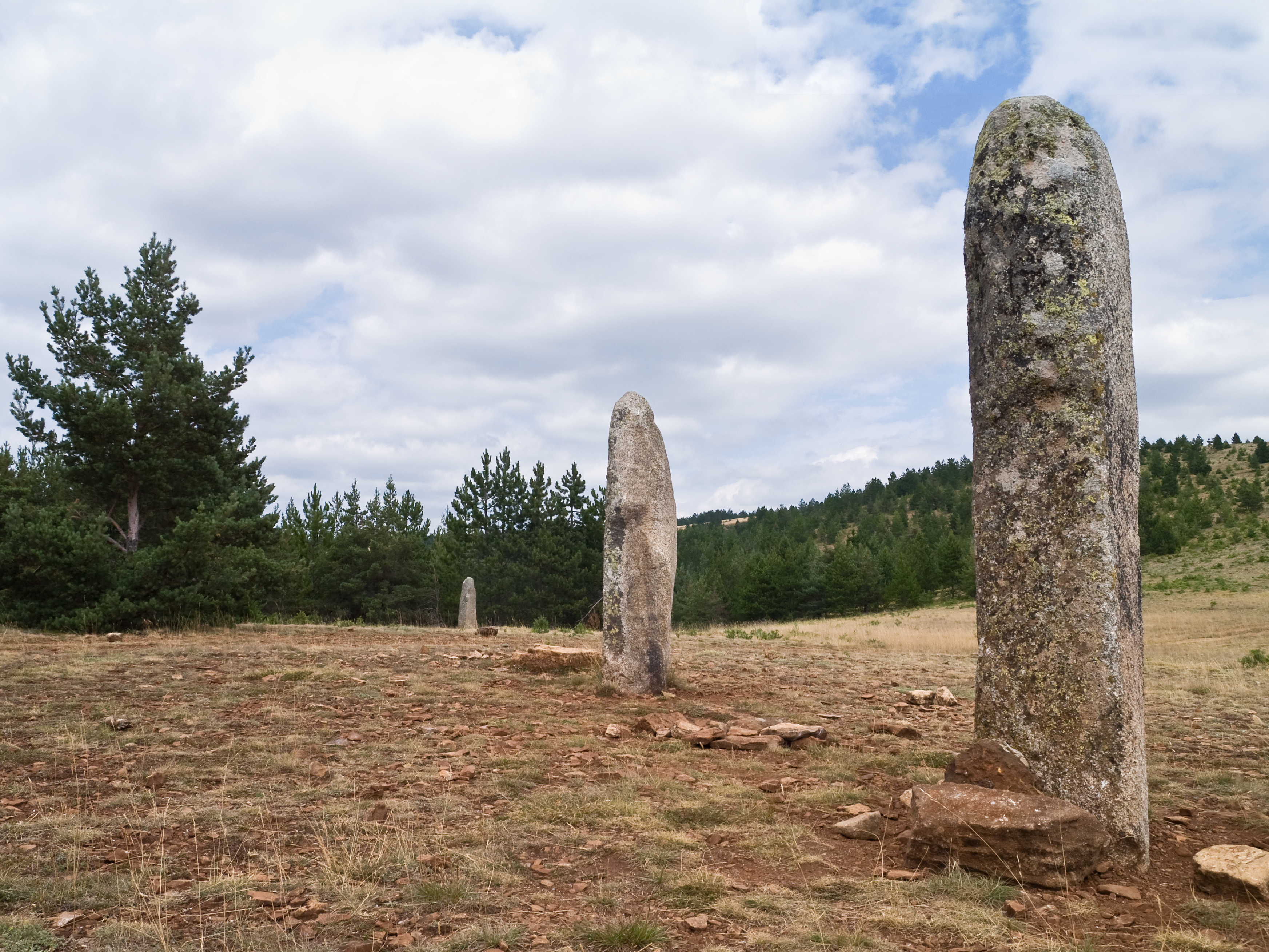
Menhire von La Fage

Der Dolmen von La Fage (auch Dolmen von Combettes oder Dolmen des Combes genannt) liegt auf dem etwa 10 km² umfassenden Hochplateau Cham des Bondons, nordwestlich von Les Bondons bei Florac im Département Lozère in Frankreich. Dolmen ist in Frankreich der Oberbegriff für neolithische Megalithanlagen aller Art (siehe: Französische Nomenklatur).
Am Kammweg, der von den Menhiren von La Fage nach Südwesten führt, befindet sich ein etwa 2,0 × 1,0 Meter messender, mit Platten aus örtlichem Kalkstein ausgekleideter Dolmen im Zentrum eines Cairns von etwa 12,0 Meter Durchmesser und 1,0 Meter Höhe. Der kleine Dolmen simple hat alle Spuren des Ganges verloren. Der oder die Decksteine sind ebenfalls verschwunden. 
Er enthielt Knochenreste, Keramik mit Wellenrand, Steinperlen und dreieckige Pfeilspitzen. Der Fund einer Urne mit Leichenbrand belegt, dass er in der Spätbronzezeit nachgenutzt wurde.
In der Nähe stehen die Menhire de la Fage und der Menhir 1 von Combettes.